# Новые люди (альбом)
«Новые люди» — седьмой альбом российской рок-группы «Сплин», выпущенный в 2003 году. Включает несколько песен, ставших хитами: «Гандбол» (выпущенный ранее синглом), «Время назад», «Новые люди». Альбом был признан экспериментальным из-за большого количества несвойственных группе треков, спетых в разных направлениях музыки. Также изменилась поэтическая манера лидера группы Александра Васильева. Самой необычной песней считается транс-композиция «Валдай». После выхода альбома группа организовала крупнейший тур по городам России.

## Список композиций
Слова и музыка всех песен — Александр Васильев.
| №   | Название                           | Длительность |
| --- | ---------------------------------- | ------------ |
| 1.  | «Новые люди»                       | 3:45         |
| 2.  | «Время, назад!»                    | 4:11         |
| 3.  | «Гандбол»                          | 2:35         |
| 4.  | «Сломано всё»                      | 4:15         |
| 5.  | «Девятиэтажный дом»                | 4:31         |
| 6.  | «Блокада»                          | 3:21         |
| 7.  | «Валдай»                           | 4:31         |
| 8.  | «Йог спокоен»                      | 2:54         |
| 9.  | «Северо-запад»                     | 3:53         |
| 10. | «РЭП (Нервное сердце)»             | 3:14         |
| 11. | «Альтависта (Другая точка зрения)» | 4:09         |

## Участники записи
- Александр Васильев — голос, акустическая гитара
- Сергей Наветный — барабаны, программирование
- Вадим Сергеев — бас-гитара, бэк-вокал
- Стас Березовский — электрогитары
- Яник Николенко — флейта, бэк-вокал
- Николай Ростовский — клавишные инструменты, программирование

+
- Николай Ксенофонтов — перкуссия
- Андрей Звонков — электрогитары
- Струнный квартет «Смерть Паганини!»
- Александр Дитковский — труба
- Светлана Сурганова — скрипка
- Рашит Кабиров — альт
- John Frederick Baylin — гобой
- Leigh Ehrlich — речитатив
- Александра Васильева — бэк-вокал
- Максим Череугин (в то время строил студию) — крики «Гандбол!!!»

## Видеоклипы
| Год  | Клип                 | Режиссёр     |
| ---- | -------------------- | ------------ |
| 2002 | Новые люди           | Михаил Сегал |
| 2002 | Гандбол              | Иван Егоров  |
| 2003 | Время, назад!        | ----         |
| 2003 | РЭП (Нервное сердце) | ----         |
| 2004 | Валдай               | ----         |